# Regina Maria (1984)
Regina Maria, poprzednio HMS London – fregata Rumuńskich Sił Morskich z początku XXI wieku, dawna brytyjska fregata rakietowa typu 22. Okręt wszedł do służby w marynarce brytyjskiej Royal Navy w 1987 roku pod nazwą HMS „London” (F 95) i został z niej wycofany w 1999 roku. Po modernizacji i zmianie uzbrojenia został nabyty przez Rumunię, wchodząc do służby w 2005 roku pod nazwą „Regina Maria” (F 222).

## Budowa
HMS „London” należał do drugiej serii standardowych brytyjskich fregat typu 22 (Broadsword), z przełomu lat 70/80 XX wieku (ang. Type 22 Batch 2). Po zbudowaniu czterech okrętów pierwszej serii typu 22, marynarka brytyjska zamówiła budowę okrętów okrętów poprawionej drugiej serii, odznaczającej się przedłużonym kadłubem w celu zamontowania lepszego sonaru z anteną holowaną.
Budowę ósmej fregaty typu 22, a czwartej drugiej serii, zatwierdzono 23 lutego 1982 roku. Okręt budowano w szkockiej stoczni Yarrow Shipbuilders w Scotstoun (dzielnica Glasgow), pod numerem 1030. Początkowo zamówiony został pod nazwą „Bloodhound” (zgodnie z konwencją nadawania fregatom tego typu nazw na literę B), lecz na prośbę burmistrza Londynu jeszcze przed położeniem stępki zmieniono mu nazwę na „London”, po wycofaniu poprzedniego niszczyciela o tej nazwie. Należał on do późnych jednostek drugiej serii, ze zmodyfikowaną rufą i powiększonym lądowiskiem do obsługi większych śmigłowców Sea King lub Merlin. Stępkę pod budowę okrętu położono 7 lutego 1983 roku, a wodowano go 27 października 1984 roku. Budowę ukończono i okręt wcielono do służby 5 czerwca 1987 roku.

## Opis
Fregaty II serii typu 22 miały wyporność standardową, określaną też jako normalna: 4100 ts, a według innych źródeł 4250 ts. Wyporność pełna sięgała 4800 ts. Długość całkowita wynosiła 148,1 m, a szerokość 14,8 m. Zanurzenie wynosiło 4,3 m, a z opływką sonaru 6 m (według innych źródeł, do 6,4 m).
Napęd jest w układzie COGOG i stanowią go dwie turbiny gazowe mocy szczytowej Rolls-Royce Olympus TM3B o mocy łącznej 54 600 hp i dwie turbiny gazowe marszowe Rolls-Royce Tyne RM1C o mocy łącznej 9700 hp, napędzające dwie śruby. Prędkość maksymalna wynosi 30 węzłów, a ekonomiczna na turbinach marszowych 18 węzłów. Zasięg wynosi 4500 Mm przy prędkości ekonomicznej 18 w.
Załoga w służbie brytyjskiej liczyła 273 osoby, w tym 30 oficerów, a maksymalnie przewidziano miejsca dla 296 osób. W Rumunii załoga została zredukowana do 203 osób.

### Uzbrojenie i jego zmiany
Uzbrojenie oryginalne okrętów II serii typu 22 stanowiły przede wszystkim torpedy przeciw okrętom podwodnym i pociski rakietowe, natomiast pozbawione były one artylerii, poza małokalibrową. Ich broń ofensywną stanowiły cztery pojedyncze wyrzutnie pocisków przeciwokrętowych MM38 Exocet, o zasięgu do 42 km, z zapasem czterech pocisków w wyrzutniach. Do samoobrony okręty miały dwie sześcioprowadnicowe wyrzutnie pocisków przeciwlotniczych bliskiego zasięgu Sea Wolf GWS 25 Mod. 3. Pociski te miały zasięg do 5 km, a zapas amunicji wynosił 32 rakiety. Broń podwodną stanowiły dwie potrójne wyrzutnie torpedowe Plessey STWS Mk 2, służące do wystrzeliwania torped kalibru 324 mm przeciw okrętom podwodnym. Faktyczny kaliber wyrzutni podawany jest też jako 330 mm.
Uzbrojenie artyleryjskie początkowo składało się z dwóch pojedynczych armat automatycznych kalibru 40 mm Bofors Mk 9 L/60. Wkrótce po wejściu do służby pod koniec lat 80. zamieniono je na cztery działka 30 mm Oerlikon KCB L/75 w dwóch dwulufowych stanowiskach GCM-A03-2. Następnie dodano także dwa pojedyncze działka 20 mm Oerlikon GAM-B01.
Przed przekazaniem okrętu Rumunii zdjęto wyrzutnie rakiet przeciwlotniczych i przeciwokrętowych, a za to zainstalowano na pokładzie dziobowym w miejscu wyrzutni Exocet pojedynczą armatę uniwersalną kalibru 76 mm OTO Melara Super Rapid, o długości lufy L/62. Jej szybkostrzelność wynosi 120 strz./min, donośność do 16 km, a masa pocisku 6 kg. Naprowadzana była na cel głowicą optoelektroniczną Radamec 2500 zainstalowaną na dachu nadbudówki dziobowej. Uzbrojenie to uzupełniały jedynie dwa karabiny maszynowe kalibru 12,7 mm w zdalnie kierowanych stanowiskach, a nadto dwa karabiny maszynowe kalibru 7,62 mm. Pozostawiono natomiast oryginalne wyrzutnie torped. Nie doszło do planowanej modernizacji i dozbrojenia fregat w pociski rakietowe (według stanu na 2021 rok). 
Zasadnicze możliwości okrętu w zakresie zwalczania celów podwodnych i nawodnych na większych odległościach zapewniały śmigłowce pokładowe. Okręt mógł w służbie brytyjskiej przenosić dwa śmigłowce średnie Westland Lynx HMA 3/8 albo jeden cięższy Westland Sea King HAS 5 lub EH101 Merlin HAS 1. W służbie rumuńskiej od maja 2008 roku używano śmigłowców IAR-330 Puma.

## Służba

### W Wielkiej Brytanii

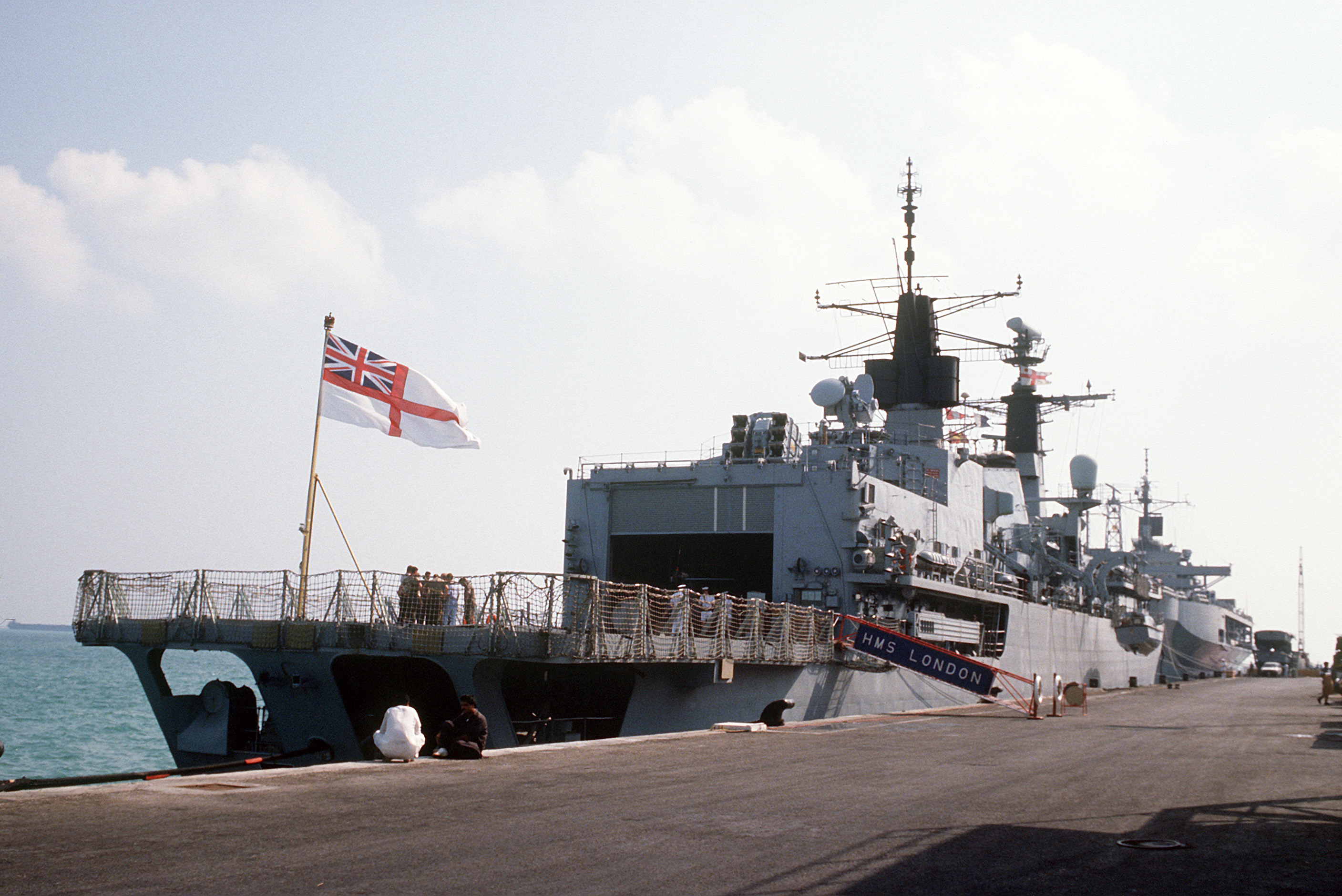
HMS „London” od rufy, podczas operacji Desert Shield 1 kwietnia 1992 roku

Okręt wcielono do służby 5 czerwca 1987 roku. Nosił numer burtowy F 95.
Brał udział w wojny w Zatoce Perskiej na początku 1991 roku, podczas której pełnił rolę okrętu dowodzenia sił brytyjskich w Zatoce. W sierpniu 1991 roku miał wziąć udział w wizycie w Murmańsku i wspólnych ćwiczeniach z okrętami radzieckimi, lecz zostało to odwołane z uwagi na pucz Janajewa. Brał następnie udział w działaniach  w  Bośni w 1995 roku. W listopadzie 1998 roku brał udział w ćwiczeniach na Morzu Czarnym z marynarkami państ regionu. W służbie Royal Navy przebył ponad 300 000 mil morskich.
„London” został wycofany ze służby w ramach oszczędności na skutek przeglądu budżetu obronnego z 1998 roku. Wycofanie nastąpiło 11 czerwca 1999 roku.

### W Rumunii

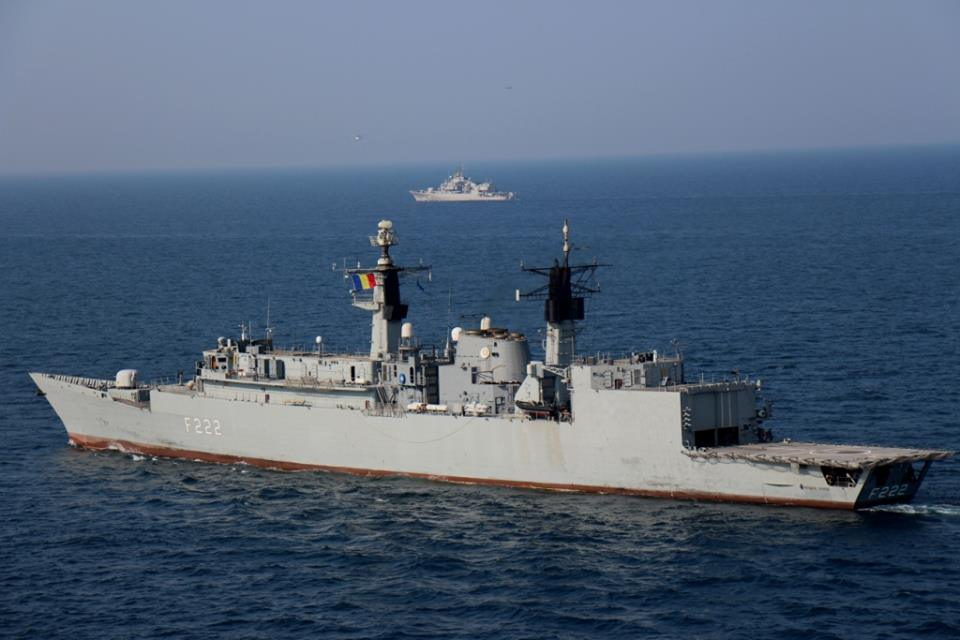
„Regina Maria” podczas ćwiczeń międzynarodowych Sea Breeze 2016

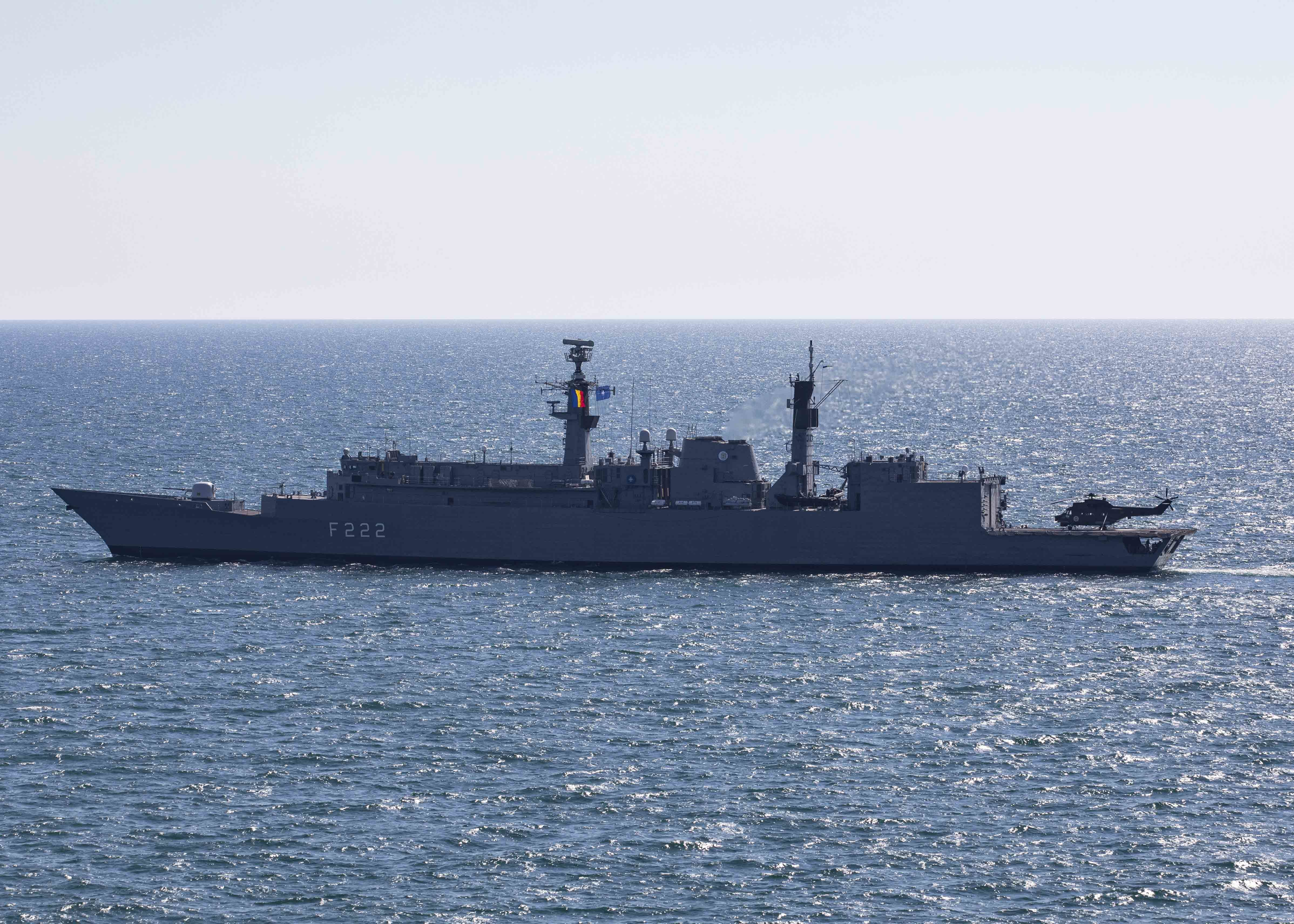
„Regina Maria” podczas ćwiczeń międzynarodowych Sea Breeze 2021, ze śmigłowcem Puma

Rumunia, której marynarka opierała się na mało nowoczesnych okrętach własnej konstrukcji z lat 80, poszukiwała na przełomie XX/XXI wieku nowocześniejszych jednostek budowy zachodniej. Po negocjacjach, 14 stycznia 2003 roku zawarła z Wielką Brytanią umowę na zakup dwóch wycofanych stosunkowo nowych fregat typu 22: „London” i „Coventry”, o wartości 116 mln. funtów szterlingów. Fregaty sprzedawała firm BAE Systems. Kontrakt obejmował remont i ograniczoną modernizację systemów elektronicznych i uzbrojenia oraz szkolenie załóg. Rumunia kupiła okręty bez mało już nowoczesnych systemów rakietowych, za to zainstalowano armatę uniwersalną kalibru 76 mm OTO Melara. Pozostawiono wyrzutnie torped przeciw okrętom podwodnym. Wyrzutnie celów pozornych Sea Gnat zamieniono na duńskie Terma SKWS. W 2006 roku Rumunia podpisała nadto umowę na dostarczenie duńskiego systemu kontroli i dowodzenia Terma C-Flex z łączem danych Link 11. Zakładano od początku, że fregaty zostaną dozbrojone w nowocześniejsze pociski przeciwokrętowe i przeciwlotnicze, ale przetarg rozpisany w 2008 roku został anulowany z powodów finansowych, a kolejne próby przetargów w latach 2016-2021 także zakończyły się niepowodzeniem. 
Dawny „London” został przejęty przez Rumunię w bazie Portsmouth 16 kwietnia 2005 roku. Okręt po raz pierwszy podniósł banderę i wszedł do służby w Rumuńskich Siłach Morskich 21 kwietnia 2005 roku pod nazwą „Regina Maria” (królowa Maria). Otrzymał numer burtowy zgodny ze standardami NATO: F 222. 14 lipca wyszedł z Portsmouth do Rumunii, a 25 lipca 2005 roku został przyjęty w obecności Prezydenta Rumunii w porcie w Konstancy. Początkowo był podporządkowany Dowództwu Operacyjnemu Marynarki Wojenne, a 1 lipca 2006 roku wszedł w skład 56 Flotylli Fregat.
„Regina Maria” brała następnie udział w ćwiczeniach państw sojuszu NATO i regionu czarnomorskiego, a w październiku 2009 roku jako pierwszy rumuński okręt objęła dowództwo grupy morskiej NATO.  
Między 9 maja a 21 czerwca 2024 roku „Regina Maria” wzięła udział w operacji EUNAVFOR MED IRINI na Morzu Śródziemnym w celu zwalczania handlu bronią i ludźmi u wybrzeży Libii; dowódcą był wówczas kmdr por. Mitel Alexandru.